# Ебелях (село)
Ебеля́х (рос. Эбелях) — село в Анабарському улусі, Республіка Саха, Росія. Центр і єдине село Ебеляхського наслегу.
Село розташоване на правому березі річки Анабар, у гирлі річки Ебелях. Населення становить 772 особи (2007; 914 в 2001, 1,0 тис. в 1989)
Засноване в 1984 році на місці геологічної бази Анабар. Тут добуваються алмази, збудована збагачувальна фабрика. Є клуб, середня школа, лікарня.